# Mark V (char)
Pour les articles homonymes, voir Mark V.
Le Mark V était un char britannique utilisé pendant la Première Guerre mondiale, successeur du char Mark IV. Il existait au moins trois versions différentes de Mark V mais qui n'étaient pas classifiées précisément.

## Mark V
À l'origine, le Mark V devait être d'une conception entièrement nouvelle, mais lorsqu'en 1917 des moteurs et des boîtes de vitesses améliorés furent disponibles, on se contenta d'améliorer le Mark IV. Le Mark V est donc très proche de son prédécesseur, mais est équipé d'un moteur  Ricardo de 150 ch, d'une direction améliorée ainsi que d'une boîte de vitesses à train épicycloïdal. Pour piloter l'engin, un seul membre d'équipage suffisait à présent. Sur le toit se trouvait une cabine blindée pour le servant de la mitrailleuse. Au total 400 véhicules de ce type furent fabriqués, dont 200 male et 200 female. Certains furent transformés en version hermaphrodite en remplaçant les petites surfaces de stabilisation par un petit canon de 6 livres.

## Mark V*

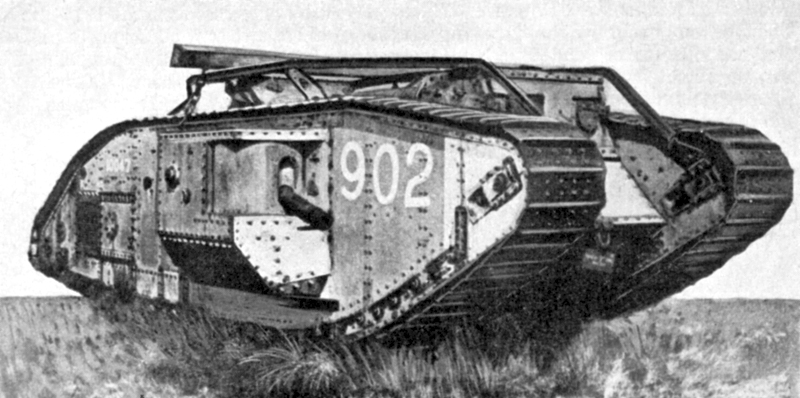
Char Mark V* équipé sur le toit d'un dispositif permettant l'amélioration du franchissement des fossés.

Sir William Tritton développa en 1917 la queue de têtard, une prolongation de l'arrière du char qui permettait d'améliorer le franchissement de fossés. Les britanniques estimaient qu'elle était indispensable pour franchir les tranchées de la Ligne Hindenburg, dont la largeur pouvait atteindre 3,5 mètres. Lorsque le major Philip Johnson du Central Tank Corps Workshops prit connaissance de ce projet, il lui sembla évident que cette modification de fortune, qui alourdissait l'arrière du véhicule, serait un handicap supplémentaire pour cet engin. Il lui parut plus constructif de développer un modèle de char complètement nouveau, qui serait simplement plus long que son prédécesseur. Il fit découper un Mark IV et allongea sa carcasse de 1,8 m (6 feet). Ce nouveau véhicule fut doté d'une tourelle plus longue et de portes sur les flancs. Son poids était de 33 tonnes. Il fut commandé 500 male et 200 female de ce type, dont 645 exemplaires furent effectivement livrés.

## Mark V**

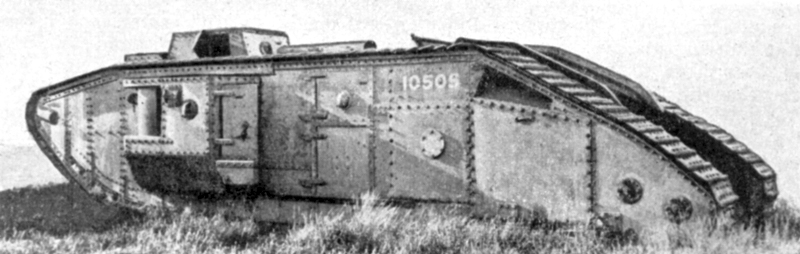
Char Mark V**

L'allongement du Mark V perturba l'équilibre du rapport longueur-largeur. Dans les virages les forces latérales augmentèrent considérablement et le rayon de braquage devenait inacceptable. De ce fait, le Major Wilson modifia une fois encore le véhicule en mai 1918 : un moteur plus puissant de 225 ch fut installé et les freins de direction furent renforcés. La cabine de pilotage fut reliée à la tourelle et une ouverture de tir pour une mitrailleuse fut rajoutée à l'arrière. Il fut commandé 750 male et 150 female de ce type, dont 197 seulement furent livrés.

## Mark V***
Ce modèle, qui devait voir une amélioration de la manœuvrabilité et du confort de ses occupants, resta à l'état de projet.

## Les survivants de la Première Guerre
- Le  Bovington Tank Museum dispose d'un Mark V male, numéro 9199, le seul encore en état de marche en Grande-Bretagne. Ce véhicule fut employé durant la bataille d'Amiens. Son chef fut distingué de la Military Cross pour cette action.
- un Mark V** female - Ol'Faithfull, également à Bovington.
- un Mark V male, Devil, au Imperial War Museum à Londres.
- un Mark V male - dans le United States Army Ordnance Museum à Aberdeen au Maryland.
- un Mark V* male - dans le Patton Museum of Cavalry and Armor, à Fort Knox au Kentucky.
- un Mark V - dans le musée de blindés de Koubinka en Russie.
- un Mark V en tant que monument à Arkhangelsk en Russie. Il s'agit d'un véhicule qui fut utilisé lors de l'intervention alliée durant la guerre civile russe.
- deux Mark V, (un male, un female) en tant que monument à Louhansk en Ukraine et deux autres y sont stockés.
- un Mark V female - musée historique de Kharkiv en Ukraine.

## Culture populaire
- Dans le jeu vidéo de stratégie Empire Earth : Il est possible de construire des chars Mark V dans les usines de chars durant l'ère atomique - Grande guerre (époque 10), ces chars sont efficaces contre les infanteries. Il peut être amélioré en char Sherman durant l'ère atomique - Seconde Guerre mondiale.
- Dans le jeu Battlefield 1, le char Mark V, surnommé Black Bess, peut être piloté au cours d'une série de missions retraçant la seconde bataille de Cambrai.